# Edeta
Edeta fue una ciudad ibérica, capital de la Edetania. Se situaba en un alargado montículo de 200 m s. n. m. de altura media a unos 500 m del actual núcleo histórico de Liria (Valencia, España). Sertorio la destruyó en el año 76 a. C., razón por la que la población se reinstaló en el valle formando una nueva ciudad de estilo plenamente romano que tuvo su esplendor en los siglos I y II y que fue, según Plinio el Viejo un municipium de derecho latino. El actual yacimiento arqueológico de la ciudad ibérica recibe el nombre de Cerro o Tosal de San Miguel, nombre moderno del cerro en el que está situado. De la ciudad romana se conservan, además de diversos hallazgos menores, dos mausoleos (el enclave carece de necrópolis propiamente dicha) y el complejo del Santuario y Termas de Mura, de 3600 m2 de extensión. Ambos están actualmente integrados en el casco urbano de la ciudad.

## Historia
El emplazamiento es muy estratégico, ya que domina una gran zona de la llanura valenciana, y fue ocupado por primera vez ya en la Edad del Bronce. En tiempos ibéricos todo el cerro y sus laderas fueron solar de una gran ciudad, identificada con Edeta, capital de la Edetania que, según Ptolomeo, fue conocida también con el nombre de Leiría. Las primeras investigaciones profesionales las llevó a cabo el Servicio de Investigación Prehistórica de la Diputación de Valencia en 1933. En diversas campañas se pusieron al descubierto 131 habitaciones, diversas escaleras, callejas, etc. así como un extraordinario conjunto de vasos cerámicos decorados con escenas pintadas sobre danza, tauromaquia, naumaquia y pesca, entre otros. Se hallaron también numerosos letreros en idioma ibero, monedas, objetos de adorno y armas. El poblamiento del cerro se interrumpe el año 76 a. C. tras su destrucción por Quinto Sertorio, momento en que se comienza a construir la ciudad de la llanura.
El término Lauro se refiere, casi sin lugar a dudas, a la ciudad romana construida en el llano tras las guerras sertorianas, y de la que quedan, como muestras de su esplendor, los dos mausoleos romanos y las termas de Mura. Los mausoleos consisten en dos edificios situados originalmente en la entrada septentrional de la ciudad romana. El primer edificio, de planta rectangular y forma de arco, tenía la fachada decorada con pilastras acanaladas y ante él se conserva una inscripción en tabula ansata. El segundo pertenece a los sepulcros turriformes y en su interior se conserva una losa con orificio central para las libaciones bajo la cual se hallaban los restos carbonizados del difunto. El conjunto constituye una de las mejores muestras de la arquitectura funeraria de Hispania y ha sido declarado BIC. El Santuario y Termas de Mura es un yacimiento de 3600 m2 se construyó en el siglo I a. C., probablemente promovido por Marco Cornelio Nigrino, y constituye uno de los complejos religiosos y curativos más monumentales de Hispania. El templo, de estilo griego, está rodeado por un recinto cerrado de planta ligeramente trapezoidal e incluye una aedicula. El conjunto termal se encuadra dentro del estilo pompeyano y consiste en dos grandes edificios, el mayor masculino y el menor femenino, separados entre sí y articulados en torno a una palestra, aunque el acceso se hacía mediante una basilica thermarum, ya que a la palestra sólo tenían acceso los hombres. Las dos termas se componen de apodyterium (vestuario), frigidarium (sala fría), tepidarium (sala tibia) y caldarium (sala caliente) y cuentan con su propio praefurnium (horno). La parte masculina contaba con una piscina fría en una esquina de la palestra y la femenina con una piscina cubierta. El conjunto, que conserva en muy buen estado gran parte del pavimento original y de las conducciones de aire caliente, es uno de los principales yacimientos romanos de la Comunidad Valenciana. Durante la época bizantina y visigoda la ciudad queda prácticamente despoblada mientras que el santuario y las termas se reconvierten en un monasterio cristiano, que se abandona definitivamente hacia finales del siglo VII.

## Hallazgos
La gran mayoría de los materiales hallados en los yacimientos se exponen en el Museo de Prehistoria de Valencia, aunque una pequeña parte se expone en el MALL (Museo Arqueológico de Liria).